# Festung Riva

Planskizze Festung Riva

Die Festung Riva, an der nördlichen Spitze des Gardasees gelegen, war der Flankenschutz für die größere Festung Trient und gehörte zum System der österreichischen Festungswerke an der Grenze zu Italien.

## Geschichte
Nachdem Österreich-Ungarn 1859 den Sardinischen Krieg gegen Frankreich und das mit diesem verbündete Sardinien-Piemont verloren hatte, musste es große Gebiete im Norden Italiens, unter anderem die Lombardei, aufgeben und sich daraus zurückziehen. Das hatte auch den Verlust des sogenannten Festungsvierecks Peschiera, Verona, Mantua, Legnano zur Folge, das bisher einen Einbruch in das Trentino und Südtirol verhindert hatte.
Das einzige Befestigungswerk bis zum Brenner bestand plötzlich nur noch aus der alten Zitadelle (Doss di Trento) von Trient, die aber zu keinem ernsthaften Widerstand fähig gewesen wäre. Bereits während der Planungen zum Bau der Festung Trient war es offensichtlich, dass deren rechte Flanke gesichert werden musste, da ein Durchbruch über das Ampolatal oder das Ledrotal, ebenso östlich des Gardasees über das Loppiotal möglich war, sogar amphibische Operationen über den See selbst. Für letzteres existierten Defensivpläne der k.u.k. Kriegsmarine. Man begann daher im Jahr 1860 gleichzeitig mit den Bauarbeiten in Trient, die ersten Werke der zukünftigen Festung Riva zu errichten.
Die offizielle Ernennung zur Festung Riva erfolgte 1910. Bereits im Dezember 1907 war die k.u.k. Geniedirektion Riva aus der Taufe gehoben worden, die zum 1. Januar 1908 ihre Tätigkeit aufnahm. Diese unterstand direkt dem 14. k.u.k. Korps-Kommando in Innsbruck. Bis zur Gründung der eigenständigen Direktion in Riva war die Geniedirektion Trient für den Abschnitt zwischen den Judikarien und Terragnolo zuständig. Nach dem italienischen Kriegseintritt wurde die Geniedirektion von Riva nach San Giacomo, zwischen Riva und Arco gelegen, verlegt. Sie existierte bis Kriegsende 1918.
Erster Festungskommandant der Festung Riva war Leopold Rollinger von Rollegg. Weitere Festungskommandanten waren während des Ersten Weltkrieges Anton Schiesser und zwischenzeitlich auch Otto Ellison von Nidlef, der bereits vor dem Krieg die Leitung der Geniedirektion Riva innehatte.

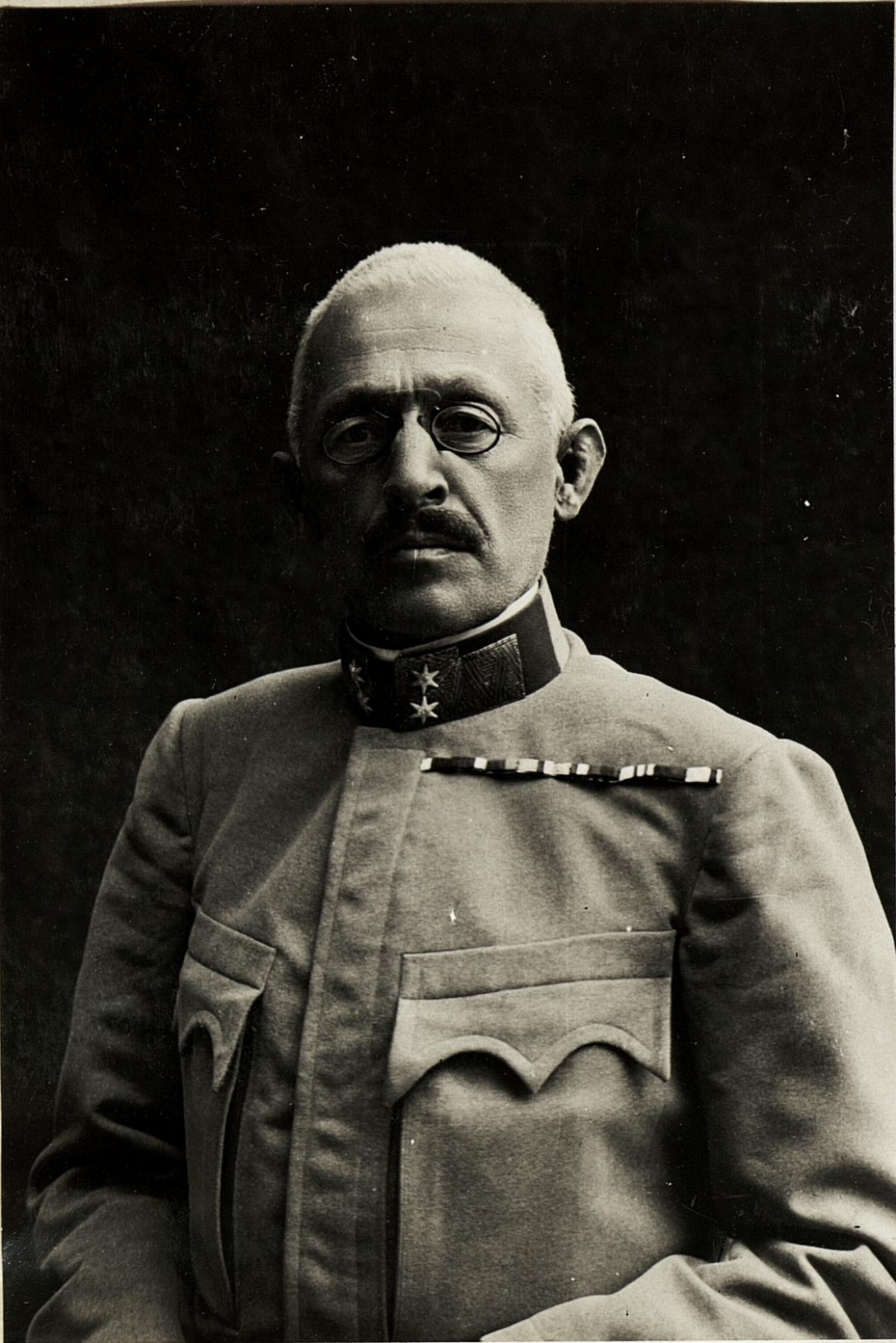
Anton Schiesser Festungskommandant von Riva während des Ersten Weltkrieges

## Festungswerke
Folgende Anlagen wurde ab 1860 gebaut:
- Batterie San Nicolo
- Straßensperre Nago
- Sperre Rocchetta
- Nordbatterie Monte Brione
- Straßensperre Ampola (bereits 1866 zerstört)

Bis zum Beginn des Ersten Weltkrieges kamen noch hinzu:
- Mittelbatterie Monte Brione
- Straßensperre Ponale
- Mörserbatterie Monte Brione
- Werk Garda
- Werk Tombio
- Strandbatterie Bellavista
- Wachhaus Pannone (bereits 1888 wieder aufgegeben)
- sog. Defensionsmauer

Diese Befestigungsanlagen waren im Halbkreis um die selbst nicht mit Verteidigungsanlagen versehene Stadt Riva gelegt.
Die Werke San Nicolo, Bellavista und Nago sind als einzige unzerstört geblieben und werden bis heute zivil genutzt.

## Kampfabschnitte
Die folgenden Kampfabschnitte waren den einzelnen Werken und Werksgruppen zugewiesen:
- San Nicolo, zusammen mit Bellavista das Seeufer von Torbole bis zum Val di Ledro,
- Sperre Monte Brione die Ebene des Rio Sarca bis Arco,
- Bellavista, Sperre Ponale und Defensionsmauer als Sperre Ponalestraße ebendiese und den Ausgang des Val die Ledro,
- Sperre Rocchetta das Val di Ledro
- Sperre Nago die Straße von Rovereto und von Arco kommend
- Werk Tombio zusammen mit Rocchetta die nördlichen Täler (Val di Concei und Val Lomasone)